# Вероніка лежача
Вероніка лежача (Veronica prostrata) — багаторічна трав'яниста рослина, вид роду вероніка (Veronica) родини подорожникові (Plantaginaceae). Декоративна рослина

## Ботанічний опис
Стебла висотою 5—30 см, численні, сіруваті від короткого рівномірного запушення; безплідні — лежачі, квітучі — висхідні.
Листки на коротких черешках. Нижні листки вузькояйцеподібні, верхні — довгастоланцетні або лінійноланцетні, звужені в дуже короткий черешок, тупі на верхівці, довжиною 1—2 см, шириною 3—8 мм.
Китиці бічні, супротивні, розташовані у пазухах 2—4 верхніх листків, довжиною 1,5—4 см, густі, багатоквіткові. Чашечка п'ятироздільна з нерівними, лінійноланцетними частками, що перевищують коробочку. Віночок діаметром 5—8 мм, синювато-бузковий або блідо-блакитний, частки відгину довжиною 4—5 мм, одна лопать округлояйцеподібна, дві гоструваті, однакові, широко яйцеподібні та одна яйцеподібна, тупа.
Плід — коробочка довжиною 3—5 мм, широкооберненояйцеподібна або оберненосерцеподібна, біля основи округла, гола або дуже коротко запушена, на верхівці з неглибокою та гострою виїмкою. Насіння округле, щитоподібне, довжиною 1 мм, шириною близько 1 мм, жовтувате.

## Поширення
Вид поширений у Європі та в Азії: у Туреччині та Західному Сибіру; в Україні у лісостепу та у степу, рідше на Поліссі та на Закарпатті, росте лісових галявинах, узліссях, трав'янистих схилах.